# Rabiu Ibrahim
Rabiu Ibrahim (Cano, 15 de março de 1991) é um médio ofensivo.
Participou e ganhou o Campeonato Mundial de Futebol Sub-17 2007 pela Selecção Nigeriana de Futebol Sub 17 (marcando no primeiro jogo, contra a França). Participou também (e também conquistou) o Campeonato Africano Sub-17 de 2007

Depois de ter estado ligado a vários clubes ingleses , acabou por assinar, a 8 de Novembro de 2007, pelo Sporting.
Rabiu, é apontado como o grande sucessor de Jay Jay Okocha na selecção nigeriana.
Depois de Passagens pelos campeonatos Holandês e Escocês sem grande brilho, este afirmou-se no futebol Eslovaco onde arrancou excelentes exibições e muito bons golos. 
Esta mudança no seu nível jogo, levou a que fosse transferido para o Gent no mercado de inverno de 2017, onde está a brilhar e onde já jogou para a Liga Europa.